# Hammond, Louisiana

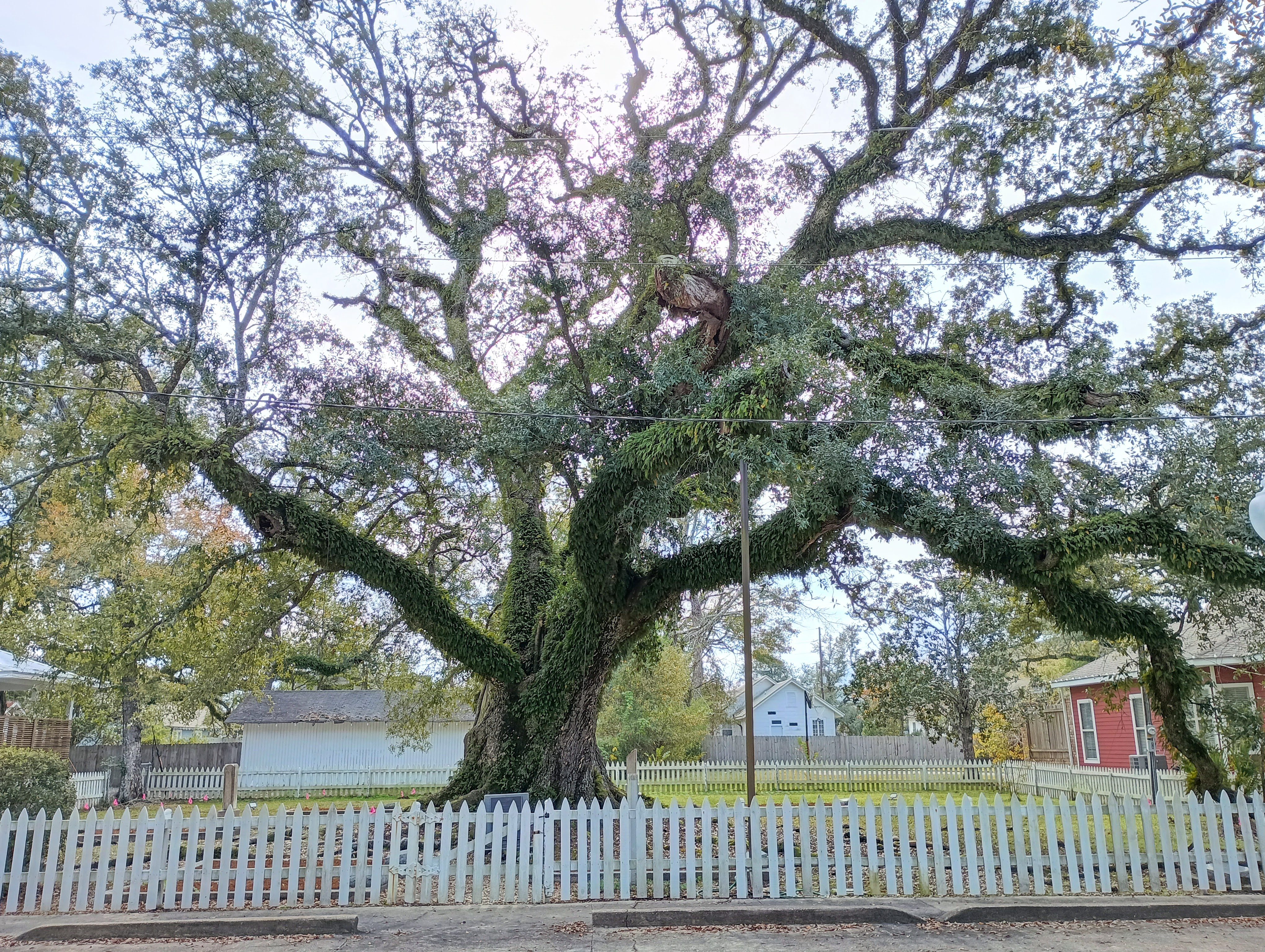
Under eken vilar stadens grundare Peter av Hammerdal som tog efternamnet Hammond.

Hammond är en stad (city) i Tangipahoa Parish i Louisiana. Vid 2010 års folkräkning hade Hammond 20 019 invånare. Staden har fått sitt namn efter grundaren Peter Hammond som var ursprungligen från Sverige. Efternamnet Hammond tog Peter av Hammerdal för att ha ett engelskt efternamn.